# Barbellopsis macroblasta
Barbellopsis macroblasta là một loài Rêu trong họ Meteoriaceae. Loài này được (Broth.) B. H. Allen mô tả khoa học đầu tiên năm 2010.